# Cantonul Gondrecourt-le-Château
Cantonul Gondrecourt-le-Château este un canton din arondismentul Commercy, departamentul Meuse, regiunea Lorena, Franța.

## Comune
- Abainville
- Amanty
- Badonvilliers-Gérauvilliers
- Baudignécourt
- Bonnet
- Chassey-Beaupré
- Dainville-Bertheléville
- Delouze-Rosières
- Demange-aux-Eaux
- Gondrecourt-le-Château (reședință)
- Horville-en-Ornois
- Houdelaincourt
- Mauvages
- Les Roises
- Saint-Joire
- Tréveray
- Vaudeville-le-Haut
- Vouthon-Bas
- Vouthon-Haut